# Dentalienton-Formation
- Humph.-Fm. = Humphriesioolith-Formation
- L.Bk-Fm = Liegende Bankkalk-Formation
- H.Bk-Fm = Hangende Bankkalk-Formation
- Zm-Fm = Zementmergel-Formation
- S.-Fm = Solnhofen-Formation
- Rö.-Fm = Rögling-Formation
- U.-Fm = Usseltal-Formation
- Mö.-Fm = Mörnshein-Formation
- N.-Fm = Neuburg-Formation
- R.-Fm = Rennertshofen-Formation

Die Dentalienton-Formation ist eine lithostratigraphische Formation des Süddeutschen Jura. Sie wird von der Hamitenton-Formation unterlagert und von der Variansmergel-Formation überlagert. Nach Osten wird sie lateral durch die Sengenthal-Formation ersetzt. Im Oberrheingebiet wird sie wahrscheinlich durch die Hauptrogenstein-Formation vertreten. Am Plettenberg bei Balingen (Baden-Württemberg) erreicht sie eine maximale Mächtigkeit von 36 m. Sie wird in das Unterbathonium datiert.

## Geschichte und Namensgebung
Der Begriff wurde von Gert Bloos, Gerd Dietl und Günter Schweigert 2005 für eine lithostratigraphische Gesteinsformation des Süddeutschen Jura vorgeschlagen. Der Begriff „Dentalienthon“ wurde bereits von Friedrich August Quenstedt 1857 verwendet. Der Name leitet sich von den in manchen Lagen massenhaft vorkommenden Kahnfüßern ab, die früher in die Gattung Dentalium gestellt wurden. Die im Dentalienton vorkommenden Kahnfüßer (z. B. Laevidentalium entaloides) werden heute aber anderen Gattungen zugerechnet.

## Definition und Verbreitungsgebiet
Die Dentalienton-Formation besteht überwiegend aus Tonsteinen. Die Untergrenze bildet die Oberkante des Parkinsonienooliths, bzw. des Oberen Parkinsonienooliths der Hamitenton-Formation. Die Obergrenze ist ein Mittelwürttemberg die Basis des sogenannten Orbisooliths, ab Gosheim nach Südwesten bis ins Wutach-Gebiet wird die Obergrenze von der Basis der sandig-mergeligen Variansmergel, die heute als Variansmergel-Formation ausgeschieden wird. Als Typprofil wurde von Gerd Dietl der Westabhang des Eichbergs und des Buchbergs im Wutach-Gebiet festgelegt. Das Typusgebiet ist ein Gebietsstreifen, der sich wenig östlich von Gruibingen (Landkreis Göppingen) bis in das Wutach-Gebiet westlich von Blumberg erstreckt.

## Zeitlicher Umfang und Gliederung
Die Dentalienton-Formation wird stratigraphisch in das Unterbathonium datiert, lokal reicht sie möglicherweise bis in das Mittelbathonium hinein. Biostratigraphisch umfasst sie im Wesentlichen die Zigzag-Biozone, die allerdings schon in der Hamitenton-Formation einsetzt. Der oberste Teil ist biostratigraphisch schwierig zu datieren und könnte noch in die Orbis-Biozone reichen.
Die Formation gliedert sich von unten nach oben in den eigentlichen Dentalienton, die Fuscus-Bank, den Chondritenmergel und lokal den Knorri-Ton. Die Fuscus-Bank ist nach dem ihr charakteristischen Ammoniten Oecotraustes fuscus benannt. Die Chondritenmergel haben ihren Namen nach charakteristischen Spurenfossilien (Chondrites), und der Knorri-Ton ist nach der kleinen Auster Catinula knorri benannt.